# La Florida de Malache
La Florida de Malache, llamado también simplemente como La Florida, es un caserío peruano ubicado en el distrito de Pacaipampa, perteneciente a la provincia de Ayabaca del departamento de Piura, al norte del Perú. 

## Ubicación
La Florida de Malache se ubica al sur de la provincia de Ayabaca, en el distrito de Pacaipampa, en el departamento de Piura.

## Demografía
En 2017 La Florida de Malache tenía una población de 83 habitantes.